# Шаришка Трстјена
Шаришка Трстјена (слч. Šarišská Trstená) насељено је мјесто са административним статусом сеоске општине (слч. obec) у округу Прешов, у Прешовском крају, Словачка Република.

## Становништво
| Година:    | 1994. | 2004.    | 2014.    | 2024.    |
| ---------- | ----- | -------- | -------- | -------- |
| Број људи: | 219   | 271      | 341      | 377      |
| Разлика:   |       | +23,74 % | +25,83 % | +10,55 % |

| Година:    | 2023. | 2024.   |
| ---------- | ----- | ------- |
| Број људи: | 370   | 377     |
| Разлика:   |       | +1,89 % |

Према подацима о броју становника из 2024. године насеље је имало 377 становника.